# Pęcz (gromada)
Pęcz (od 1 I 1960 Strzelin) – dawna gromada, czyli najmniejsza jednostka podziału terytorialnego Polskiej Rzeczypospolitej Ludowej w latach 1954–1972.
Gromady, z gromadzkimi radami narodowymi (GRN) jako organami władzy najniższego stopnia na wsi, funkcjonowały od reformy reorganizującej administrację wiejską przeprowadzonej jesienią 1954 do momentu ich zniesienia z dniem 1 stycznia 1973, tym samym wypierając organizację gminną w latach 1954–1972.
Gromadę Pęcz z siedzibą GRN w Pęczu utworzono – jako jedną z 8759 gromad na obszarze Polski – w powiecie strzelińskim w woj. wrocławskim, na mocy uchwały nr 25/54 WRN we Wrocławiu z dnia 2 października 1954. W skład jednostki weszły obszary dotychczasowych gromad: Pęcz, Piotrowice i Mikoszów ze zniesionej gminy Kondratowice, Strzegów ze zniesionej gminy Kuropatnik, Górzec i Szczawin ze zniesionej gminy Zielenice oraz Karszów i Dobrogoszcz ze zniesionej gminy Prusy w tymże powiecie. Dla gromady ustalono 19 członków gromadzkiej rady narodowej.
1 stycznia 1960 do gromady Pęcz włączono wsie Krzepice i Chociwel ze zniesionej gromady Brożec w tymże powiecie, po czym gromadę Pęcz zniesiono, przenosząc siedzibę GRN z Pęcza do miasta Strzelina i zmieniając nazwę jednostki na gromada Strzelin.